# Whip en chef du gouvernement (pays de Galles)
Au pays de Galles, la position de whip en chef du gouvernement, plus couramment abrégée en whip en chef (Chief Whip en anglais et Prif Chwip en gallois), est une fonction politique attribuée à un membre du Senedd responsable de la cohésion, de la discipline et de l’assiduité des membres du groupe politique gouvernemental au sein du Parlement gallois.
Introduite en 1999, la charge n’est couplée à un portefeuille ministériel qu’entre 1999 et 2000, où son titulaire a rang de secrétaire, entre 2003 et 2005, où il a rang de ministre, brièvement en 2007, entre 2016 et 2018 et depuis 2023. Quelle que soit sa dignité, le whip en chef assiste aux réunions du cabinet.
Jane Hutt, ministre de la Justice sociale à partir de 2021, occupe cette position depuis 2023 dans le second gouvernement de Mark Drakeford.

## Histoire

### Création et variations du poste
Le poste de whip en chef (Chief Whip en anglais) est créé lors de la formation du premier cabinet de l’Assemblée par Alun Michael le 12 mai 1999 et attribué à un membre ayant rang de secrétaire (Secretary en anglais). Toutefois, le rang de secrétaire lui est retiré par Rhodri Morgan une fois devenu premier secrétaire dès le premier cabinet qu’il nomme le 22 février 2000. Pourtant, entre le 8 mai 2003 et le 10 janvier 2005, il est tenu par un membre du cabinet ayant la qualité de ministre (Minister en anglais), sous le troisième cabinet Morgan. Par la suite, le rôle n’est pas conféré avec une dignité particulière, sauf celle de vice-ministre (Deputy Minister en anglais) dans le premier gouvernement Morgan, entre le 31 mai et le 19 juillet 2007, et dans les gouvernements Drakeford, à partir du 13 décembre 2018 et jusqu’au 2 mai 2023,,,,,,,,,,.
Le poste n’est généralement pas associé à un portefeuille ministériel. Il est cependant conféré à un membre de rang supérieur du cabinet ou du gouvernement chargé des relations avec l’Assemblée à trois reprises : entre 1999 et 2000, entre 2003 et 2005, ainsi qu’entre 2016 et 2018. Aussi, le whip en chef est à trois occasions un membre de rang inférieur du gouvernement : en 2007 avec le portefeuille des affaires d’assemblée, de 2018 à 2021 sans portefeuille et de 2021 à 2023 avec le portefeuille des arts et des sports,,,,,,,,,,,,,,,,.

### Évolution de l’intitulé de la fonction
| Intitulé | Période     | Cabinet ou gouvernement |
| --- | ----------- | ----------------------- |
| Secrétaire aux Affaires d’assemblée et whip en chef Secratary for Assembly Business and Chief Whip                | 1999-2000   | Michael                 |
| Whip en chef Chief Whip                                                                                           | 2000-2003   | Morgan (1)              |
| Whip en chef Chief Whip                                                                                           | 2000-2003   | Morgan (2)              |
| Ministre des Affaires d’assemblée et whip en chef Minister for Assembly Business and Chief Whip                   | 2003-2005   | Morgan (3)              |
| Whip en chef Chief Whip                                                                                           | 2005-2007   | Morgan (3)              |
| Vice-ministre des Affaires d’assemblée et whip en chef Deputy Minister for Assembly Business and Chief Whip       | 2007        | Morgan (1)              |
| Whip en chef Chief Whip                                                                                           | 2007-2016   | Morgan (2)              |
| Whip en chef Chief Whip                                                                                           | 2007-2016   | Jones (1)               |
| Whip en chef Chief Whip                                                                                           | 2007-2016   | Jones (2)               |
| Chef parlementaire et whip en chef Leader of the House and Chief Whip                                             | 2016-2018   | Jones (3)               |
| Vice-ministre [auprès du premier ministre] et whip en chef Deputy Minister [to the First Minister] and Chief Whip | 2018-2021   | Drakeford (1)           |
| Vice-ministre des Arts et des Sports et whip en chef Deputy Minister for Arts and Sport and Chief Whip            | 2021-2023   | Drakeford (2)           |
| Ministre de la Justice sociale et whip en chef Minister for Social Justice and Chief Whip                         | Depuis 2023 | Drakeford (2)           |

## Rôle
Les fonctions du whip en chef sont :
- le maintien de la discipline de parti au sein du groupe parlementaire gouvernemental ;
- l’assurance d’obtention de votes favorables au gouvernement lors des débats législatifs par les membres du Senedd affiliés ;
- la gestion quotidienne des affaires gouvernementales au Parlement en lien avec les whips des partis ne soutenant pas le gouvernement.

En tant que vice-ministre gallois, il dispose d’un salaire annuel de 89 846 £ pour l’année 2020-2021.

## Liste des titulaires
| Identité       | Groupe                                                        | Groupe             | Période | Chef de cabinet ou de gouvernement | Qualité |
| -------------- | ------------------------------------------------------------- | ------------------ | --- | --- | --- |
| Andrew Davies  |                                                               | Parti travailliste | 12 mai 1999 — 9 février 2000 (8 mois et 28 jours)                                                                                                   | Alun Michael | Membre de l’Assemblée (1999-2011), élu dans la circonscription de Swansea West Secrétaire aux Affaires d’assemblée (1999-2002) |
| Andrew Davies  | Rhodri Morgan                                                 | Parti travailliste | 12 mai 1999 — 9 février 2000 (8 mois et 28 jours)                                                                                                   | | Membre de l’Assemblée (1999-2011), élu dans la circonscription de Swansea West Secrétaire aux Affaires d’assemblée (1999-2002) |
| Karen Sinclair | 22 février 2000 — 25 mai 2007 (7 ans, 3 mois et 3 jours)      | Parti travailliste | Membre de l’Assemblée puis du Senedd (depuis 1999), élue dans la circonscription de Vale of Glamorgan Ministre des Affaires d’assemblée (2003-2005) | | |
| Carl Sargeant  | 31 mai 2007 — 9 décembre 2009 (2 ans, 6 mois et 8 jours)      | Parti travailliste | Membre de l’Assemblée (2003-2017), élu dans la circonscription d’Alyn and Deeside Vice-ministre des Affaires d’assemblée (2007)                     | | |
| Janice Gregory | 10 décembre 2009 — 18 mai 2016 (6 ans, 5 mois et 8 jours)     | Parti travailliste | Carwyn Jones | Membre de l’Assemblée (1999-2016), élue dans la circonscription d’Ogmore                                                                                        | |
| Jane Hutt      | 19 mai 2016 — 3 novembre 2017 (1 an, 5 mois et 15 jours)      | Parti travailliste | Carwyn Jones | Membre de l’Assemblée puis du Senedd (depuis 1999), élue dans la circonscription de Vale of Glamorgan Chef parlementaire (2016-2017)                            | |
| Julie James    | 3 novembre 2017 — 12 décembre 2018 (1 an, 1 mois et 10 jours) | Parti travailliste | Carwyn Jones | Membre de l’Assemblée puis du Senedd (depuis 2011), élue dans la circonscription de Swansea West Chef parlementaire (2017-2018)                                 | |
| Jane Hutt      | 13 décembre 2018 — 12 mai 2021 (2 ans, 4 mois et 29 jours)    | Parti travailliste | Mark Drakeford | Membre de l’Assemblée puis du Senedd (depuis 1999), élue dans la circonscription de Vale of Glamorgan Vice-ministre sans portefeuille (2018-2021)               | |
| Dawn Bowden    | 13 mai 2021 — 2 mai 2023 (1 an, 11 mois et 19 jours)          | Parti travailliste | Mark Drakeford | Membre de l’Assemblée puis du Senedd (depuis 2016), élue dans la circonscription de Merthyr Tydfil and Rhymney Vice-ministre des Arts et des Sports (2021-2023) | |
| Jane Hutt      | En fonction depuis le 2 mai 2023 (1 an, 10 mois et 12 jours)  | Parti travailliste | Mark Drakeford | Membre de l’Assemblée puis du Senedd (depuis 1999), élue dans la circonscription de Vale of Glamorgan Ministre de la Justice sociale (depuis 2021)              | |